# Майка фиолетовая
Ма́йка фиоле́товая, или майка синяя (лат. Meloe violaceus), — вид жуков-нарывников из подсемейства Meloinae. Распространён от Центральной и Южной Европы через Казахстан и Сибирь до Приморья, а также на Кавказе, в Иране, Средней Азии и Афганистане. Обитает в различных биотопах — от пустынь до гор (на высоте до 3000 метров), хотя более обилен в остепнённых склонах предгорий. Взрослые особи (имаго) питаются на клевере, одуванчике, анемоне, лютике, феруле тонкорассечённой. Иногда вредительствует сельскохозяйственным культурам. Личинки — паразиты пчёл Andrena, Antophora, Panurgus. Длина тела имаго 10—32 мм.
|  |